# Knight Rider Special
Knight Rider Special (ナイトライダースペシャル Naito Raidā Supesharu?) es un videojuego para la PC Engine basado en la serie de televisión de la década de 1980, Knight Rider. Fue producido y publicado por Pack-In-Video, quien también desarrolló la versión para NES el 22 de diciembre de 1989 solo en Japón. El juego presenta frases del actor de voz de KITT, Akio Nojima, directamente del doblaje japonés del programa.

## Jugabilidad
A diferencia de la versión de NES, la jugabilidad de Special se presenta en una perspectiva de tercera persona similar a incluso los juegos de conducción más básicos como Out Run y Rad Racer. La acción es muy similar a la de Chase H.Q., que también presenta una perspectiva de conducción en tercera persona. Los jugadores tienen que navegar con KITT a través y alrededor de varios autos, camiones grandes y otros obstáculos para llegar a su destino y enfrentar al jefe de cada nivel. Sin embargo, muchos de los autos en la carretera están armados con pistolas traseras e intentarán disparar contra KITT. Los aviones de combate a reacción o los aviones de hélice también pasarán volando e intentarán disparar ametralladoras o lanzar misiles sobre KITT.

### Áreas / Puntos de control
Como muchos otros juegos de conducción, los puntos de control o "áreas", como se les llama, son muy importantes ya que uno de los mayores enemigos del jugador a lo largo del juego es el reloj. Los jugadores tienen 60 segundos para ir de un área a otra.

### Armas
KITT solo está armado con un par de ametralladoras y tiene una función de impulso turbo. A diferencia del programa y otros juegos de "Knight Rider", los turbo boost pueden mantener a KITT en el aire durante largos períodos de tiempo. Durante el transcurso del juego, los jugadores pueden obtener mejoras para fortalecer las habilidades y defensas de KITT.

## Música
El juego presenta el tema de apertura del programa por el compositor Stu Phillips.